# 台北捷運341型電車

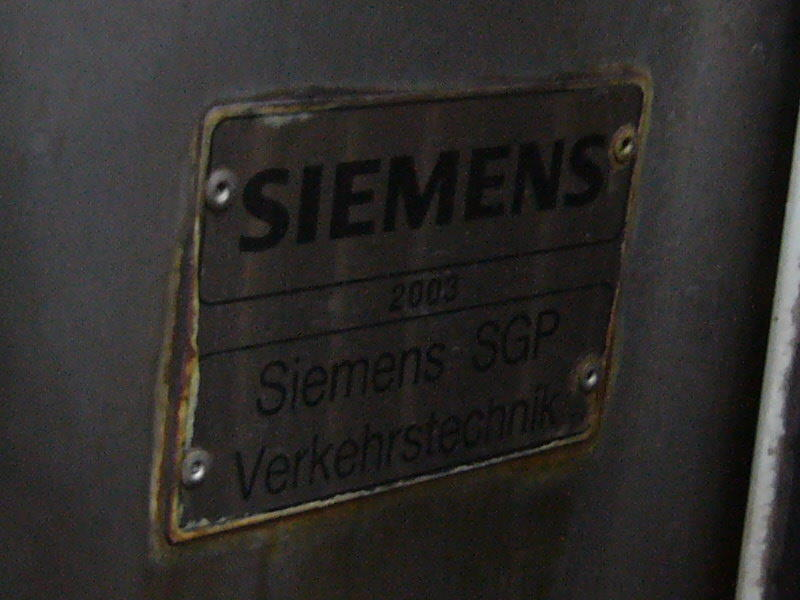
シーメンスSGPの製造銘板

341型電車（たいぺいしょううん341がたでんしゃ）、またはC341型電車は、台北都会区大衆捷運系統（台北捷運）で運用されている通勤型電車である。

## 概要
ゴムタイヤ式の文湖線を除く路線で運用されている通常規格の高運量電車としては3世代目にあたり、板南線の土城延伸に備えて6編成12組36両が配備された。シーメンス・モビリティが製造している。
台北では先代の321型に続いて、90年代末から2000年代初頭にかけてポルシェデザイン・スタジオ社がデザイン監修を務めたシーメンスの都市高速鉄道車両用コンセプトモデル『Modular Metro(モジュラー・メトロ)』採用となった。そのため321型とは多くの共通点をもっている。
実際の製造はシーメンスの子会社で、オーストリア・ウィーンを拠点とするSimmering-Graz-Pauker AG/シーメンスSGP Verkehrstechnikで行われた。
土城線ターンキー工程（土木、通信、車両を一括で契約）の落札社であった台湾のゼネコン大陸工程公司が韓国のKOROS社（現代ロテムの前々身）から調達することになっていたが、台北市政府捷運工程局の審査で拒否されたため、改めてシーメンス社と契約することになり、先代の321型と比べて単価が1.5倍になった。背景にはターンキー形式での入札時に契約したゼネコンが事後に自身で車両メーカーと契約することが可能な形態であったことが挙げられる。
その後、ターンキー契約では応札時点で土建業者、信号・通信メーカー、車両メーカーがコンソーシアムを組む形態に改められ、当形式は捷運局が直接調達しなかった唯一の形式となった。

台北市捷運工程局の機電工程入札番号CP341（土城線）が形式名としての由来だが、実際の車両番号とは必ずしも一致しない（下記#編成参照）。

## 設計
主に321型と比較しての相違点、類似点を述べる。
最大の違いは先代の制御方式がGTOからIGBTに変わったことであり、発車時、停車時の音色は日本のIGBT採用形式とも異なっている。
他にも連結幌が蛇腹型に、ドア開閉表示ランプが正方形に、運転室上面の行先表示が大型のLEDになっている。内装面では先代及び同局他形式と大差なく、標準的なものとなっている。
ドア上の案内表示は行先→次駅の順に改められている。
（2つ例）：『往昆陽』(中国語)、『To Kunyang Station』(英語)、(台湾語)、(客家語)；『善導寺』(中国語)、『Shandao Temple Station.』(英語)、(台湾語)、(客家語)。

### 編成
制御電動車 - 中間付随車 - 中間電動車の3連ユニットで2ユニットを前後に連結して4M2Tの6両編成としている。
号車表示は当欄における便宜的なものであり、xxは奇数を、yyは偶数を意味している。
|             | 341型                  |            |               |               |            |                        |
| 号車        | 1 DM1                  | 2 T        | 3 M2          | 4 M2          | 5 T        | 6 DM1                  |
| 形式        | 12xx (Mc)              | 22xx (T)   | 32xx (M2)     | 32yy (M2)     | 22yy (T)   | 12yy (Mc)              |
| 客室設備    | バリアフリー・アクセス |            |               |               |            | バリアフリー・アクセス |
| 搭載機器    | VVVF,BC,CB             | CP,Mtr,SIV | VVVF,BC,CB,CP | VVVF,BC,CB,CP | CP,Mtr,SIV | VVVF,BC,CB             |
| 車体重量(t) | 39.5                   | 34         | 39.5          | 39.5          | 34         | 39.5                   |
| 座席定員    | 66                     | 66         | 66            | 66            | 66         | 66                     |
| 車両定員    | 368                    | 368        | 368           | 368           | 368        | 368                    |
| 編成番号    | 201                    | 201        | 201           | 202           | 202        | 202                    |
| 編成番号    | 203                    | 203        | 203           | 204           | 204        | 204                    |
| 編成番号    | 205                    | 205        | 205           | 206           | 206        | 206                    |
| 編成番号    | 207                    | 207        | 207           | 208           | 208        | 208                    |
| 編成番号    | 209                    | 209        | 209           | 210           | 210        | 210                    |
| 編成番号    | 211                    | 211        | 211           | 212           | 212        | 212                    |

範例
- VVVF：主制御器（VVVFインバータ装置）
- Rc：コンバータ装置
- Mtr：主変圧器
- CB：遮断器
- SIV：静止形インバータ
- CP：空気圧縮機
- BC：補助電源用電池充電器
- ：車椅子固定装置

## 配属・運用
土城機廠、南港機廠
- 板南線：全数

## 関連
- 台北捷運
  - 台北捷運321型電車
- シーメンス
- ポルシェデザイン

## 参考資料
- (認識捷運GOGO)了解高運量C341型